# Gleneonupserha
Gleneonupserha is een kevergeslacht uit de familie van de boktorren (Cerambycidae). De wetenschappelijke naam van het geslacht werd voor het eerst geldig gepubliceerd in 1949 door Breuning.

## Soorten
Gleneonupserha omvat de volgende soorten:
- Gleneonupserha elongata Breuning, 1949
- Gleneonupserha vaga (Gahan, 1909)
- Gleneonupserha vitticollis Breuning, 1950